# Eilema predotae
Eilema predotae é uma espécie de insetos lepidópteros, mais especificamente de traças, pertencente à família Erebidae.
A autoridade científica da espécie é Schawerda, tendo sido descrita no ano de 1927.
Trata-se de uma espécie presente no território português.